# Cochleanthes wailesiana
Cochleanthes wailesiana là một loài thực vật có hoa trong họ Lan. Loài này được (Lindl.) R.E.Schult. & Garay mô tả khoa học đầu tiên năm 1959.